# Grèbe de Rolland
Rollandia rolland
Espèce
Statut de conservation UICN

 LC  : Préoccupation mineure
Le Grèbe de Rolland (Rollandia rolland) est une espèce d'oiseau aquatique appartenant à la famille des Podicipedidae.

## Étymologie
Le nom latin de ce Grèbe (Rollandia rolland) a été donné par Quoy et Gaimard en l'honneur du premier collecteur de l'espèce, M. Rolland (prénom inconnu), maître canonnier à bord de l'Uranie au cours de l'expédition Freycinet

## Répartition

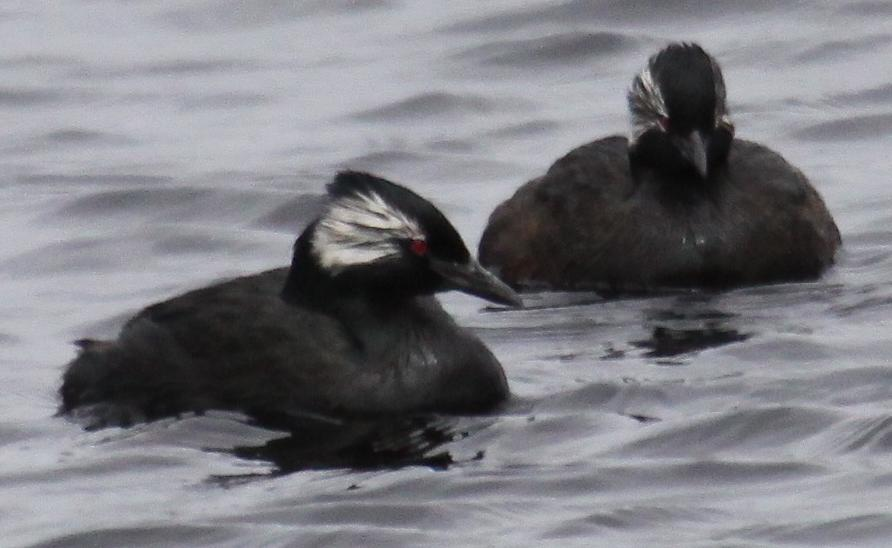
aux Malouines

Cet oiseau est répandu à travers le cône Sud (absent du désert d'Atacama) et jusqu'au nord-ouest du Pérou et le sud de la Bolivie et du Brésil.

## Habitat
Son habitat naturel est les lacs d'eau douce.

## Sous-espèces
D'après la classification de référence (version 14.1, 2024) de l'Union internationale des ornithologues, le Grèbe de Rolland possède 3 sous-espèces :
- Rollandia rolland chilensis (Lesson, RP, 1828) ;
- Rollandia rolland morrisoni (Simmons, 1962) ;
- Rollandia rolland rolland (Gaimard, 1823).